# Тварини Миколаївської області, занесені до Червоної книги України
Список тварин Миколаївської області, занесених до Червоної книги України.

## Статистика
До списку входить 170 видів тварин, з них:
- Кишковопорожнинних — 2;
- Круглих червів — 2;
- Кільчастих червів 3;
- Членистоногих — 73;
- Молюсків — 1;
- Хордових — 89.

Серед них за природоохоронним статусом: 
- Вразливих — 73;
- Рідкісних — 50;
- Недостатньо відомих  — 2;
- Неоцінених — 13;
- Зникаючих — 31;
- Зниклих у природі — 0;
- Зниклих — 1.

## Список видів
| № п/п | Українська назва виду                               | Латинська назва виду       | Природоохоронний статус | Тип               |
| ----- | --------------------------------------------------- | -------------------------- | ----------------------- | ----------------- |
| 1     | Аксонолайм замковий                                 | Axonolaimus sera           | Вразливий               | Круглі черви      |
| 2     | Аноплій самарський                                  | Anoplius samariensis       | Рідкісний               | Членистоногі      |
| 3     | Арге Беккера                                        | Arge beckeri               | Рідкісний               | Членистоногі      |
| 4     | Археобдела каспійська                               | Archaeobdella esmonti      | Вразливий               | Кільчасті черви   |
| 5     | Афаліна                                             | Tursiops truncatus         | Рідкісний               | Хордові           |
| 6     | Бабка перев'язана                                   | Sympetrum pedemontanum     | Вразливий               | Членистоногі      |
| 7     | Балабан                                             | Falco cherrug              | Вразливий               | Хордові           |
| 8     | Бистрянка російська                                 | Alburnoides rossicus       | Зникаючий               | Хордові           |
| 9     | Бичок-каспіосома каспійський                        | Caspiosoma caspium         | Рідкісний               | Хордові           |
| 10    | Бичок-пуголовочок Браунера                          | Benthophiloides brauneri   | Рідкісний               | Хордові           |
| 11    | Білуга звичайна                                     | Huso huso                  | Зникаючий               | Хордові           |
| 12    | Бражник дубовий                                     | Marumba quercus            | Рідкісний               | Членистоногі      |
| 13    | Бражник мертва голова                               | Acherontia atropos         | Рідкісний               | Членистоногі      |
| 14    | Бражник прозерпіна                                  | Proserpinus proserpina     | Рідкісний               | Членистоногі      |
| 15    | Бражник скабіозовий                                 | Hemaris tityus             | Рідкісний               | Членистоногі      |
| 16    | Бранхінекта східна                                  | Branchinecta orientalis    | Зникаючий               | Членистоногі      |
| 17    | Бранхінектела середня                               | Branchinectella media      | Вразливий               | Членистоногі      |
| 18    | Бранхінела колюча                                   | Branchinella spinosa       | Вразливий               | Членистоногі      |
| 19    | Ведмедиця-господиня                                 | Callimorpha dominula       | Вразливий               | Членистоногі      |
| 20    | Велетенський мурашиний лев західний                 | Acanthaclisis occitanica   | Зникаючий               | Членистоногі      |
| 21    | Вечірниця велетенська                               | Nyctalus lasiopterus       | Зникаючий               | Хордові           |
| 22    | Вечірниця мала                                      | Nyctalus leisleri          | Рідкісний               | Хордові           |
| 23    | Вечірниця руда                                      | Nyctalus noctula           | Вразливий               | Хордові           |
| 24    | Видра річкова                                       | Lutra lutra                | Неоцінений              | Хордові           |
| 25    | Вирезуб причорноморський                            | Rutilus frisii             | Зникаючий               | Хордові           |
| 26    | Волохатий краб                                      | Pilumnus hirtellus         | Неоцінений              | Членистоногі      |
| 27    | Вусач великий дубовий                               | Cerambyx cerdo             | Вразливий               | Членистоногі      |
| 28    | Вусач земляний хрестоносець (коренеїд хрестоносець) | Dorcadion equestre         | Вразливий               | Членистоногі      |
| 29    | Вусач мускусний                                     | Aromia moschata            | Вразливий               | Членистоногі      |
| 30    | Вухань звичайний                                    | Plecotus auritus           | Вразливий               | Хордові           |
| 31    | Гадюка степова                                      | Vipera renardi             | Вразливий               | Хордові           |
| 32    | Гмеліна Кузнецова                                   | Gmelina kusnetzowi         | Вразливий               | Членистоногі      |
| 33    | Горбань темний                                      | Sciaena umbra              | Рідкісний               | Хордові           |
| 34    | Горностай                                           | Mustela erminea            | Неоцінений              | Хордові           |
| 35    | Дазипода шипоносна (мохнонога бджола шипоносна)     | Dasypoda spinigera         | Рідкісний               | Членистоногі      |
| 36    | Дельфін звичайний (білобочка)                       | Delphinus delphis          | Неоцінений              | Хордові           |
| 37    | Дерихвіст лучний                                    | Glareola pratincola        | Рідкісний               | Хордові           |
| 38    | Джміль глинистий                                    | Bombus argillaceus         | Вразливий               | Членистоногі      |
| 39    | Джміль моховий                                      | Bombus muscorum            | Рідкісний               | Членистоногі      |
| 40    | Джміль оперезаний                                   | Bombus zonatus             | Рідкісний               | Членистоногі      |
| 41    | Джміль пахучий                                      | Bombus fragrans            | Зникаючий               | Членистоногі      |
| 42    | Дибка степова                                       | Saga pedo                  | Рідкісний               | Членистоногі      |
| 43    | Дисцелія зональна                                   | Discoelius zonalis         | Рідкісний               | Членистоногі      |
| 44    | Дозорець-імператор                                  | Anax imperator             | Вразливий               | Членистоногі      |
| 45    | Дрохва                                              | Otis tarda                 | Зникаючий               | Хордові           |
| 46    | Емпуза піщана                                       | Empusa pennicornis         | Вразливий               | Членистоногі      |
| 47    | Ємуранчик звичайний                                 | Scirtopoda telum           | Вразливий               | Хордові           |
| 48    | Жабоп'явка алжирська                                | Batracobdella algira       | Вразливий               | Кільчасті черви   |
| 49    | Жайворонок сірий                                    | Calandrella rufescens      | Неоцінений              | Хордові           |
| 50    | Жук-олень, рогач звичайний                          | Lucanus cervus             | Рідкісний               | Членистоногі      |
| 51    | Зегрис Евфема                                       | Zegris eupheme             | Зникаючий               | Членистоногі      |
| 52    | Ірис плямистий                                      | Iris polystictica          | Рідкісний               | Членистоногі      |
| 53    | Іфігенела Андрусова                                 | Iphigenella andrussowi     | Вразливий               | Членистоногі      |
| 54    | Іфігенела шаблінська                                | Iphigenella shablensis     | Вразливий               | Членистоногі      |
| 55    | Кажан пізній                                        | Eptesicus serotinus        | Вразливий               | Хордові           |
| 56    | Казарка червоновола                                 | Rufibrenta ruficollis      | Вразливий               | Хордові           |
| 57    | Канюк степовий                                      | Buteo rufinus              | Рідкісний               | Хордові           |
| 58    | Каптурниця срібна                                   | Cucullia argentea          | Рідкісний               | Членистоногі      |
| 59    | Карась звичайний, карась золотий                    | Carassius carassius        | Вразливий               | Хордові           |
| 60    | Кольпоциклоп прісноводний                           | Colpocyclops dulcis        | Вразливий               | Членистоногі      |
| 61    | Кольпоциклоп шипуватий                              | Colpocyclops longispinosus | Вразливий               | Членистоногі      |
| 62    | Коровайка                                           | Plegadis falcinellus       | Вразливий               | Хордові           |
| 63    | Короткопера риба-присосок двоплямиста               | Diplecogaster bimaculatus  | Рідкісний               | Хордові           |
| 64    | Красик веселий (Пістрянка весела)                   | Zygaena laeta              | Зникаючий               | Членистоногі      |
| 65    | Красотіл пахучий                                    | Calosoma sycophanta        | Вразливий               | Членистоногі      |
| 66    | Красуня діва                                        | Calopteryx virgo           | Вразливий               | Членистоногі      |
| 67    | Крех середній (крех довгоносий)                     | Mergus serrator            | Вразливий               | Хордові           |
| 68    | Крячок малий                                        | Sterna albifrons           | Рідкісний               | Хордові           |
| 69    | Ксилокопа звичайна (бджола-тесляр звичайна)         | Xylocopa valga             | Рідкісний               | Членистоногі      |
| 70    | Ксилокопа райдужна (бджола-тесляр райдужна)         | Xylocopa iris              | Зникаючий               | Членистоногі      |
| 71    | Ксилокопа фіолетова (бджола-тесляр фіолетова)       | Xylocopa violacea          | Рідкісний               | Членистоногі      |
| 72    | Ктир велетенський                                   | Satanas gigas              | Вразливий               | Членистоногі      |
| 73    | Кулик-довгоніг (ходуличник)                         | Himantopus himantopus      | Вразливий               | Хордові           |
| 74    | Кулик-сорока                                        | Haematopus ostralegus      | Вразливий               | Хордові           |
| 75    | Кульон середній (кроншнеп середній)                 | Numenius phaeopus          | Зникаючий               | Хордові           |
| 76    | Кульон тонкодзьобий (кроншнеп тонкодзьобий)         | Numenius tenuirostris      | Зникаючий               | Хордові           |
| 77    | Лежень                                              | Burhinus oedicnemus        | Неоцінений              | Хордові           |
| 78    | Лилик двоколірний                                   | Vespertilio murinus        | Вразливий               | Хордові           |
| 79    | Лосось чорноморський                                | Salmo labrax               | Зникаючий               | Хордові           |
| 80    | Лунь польовий                                       | Circus cyaneus             | Рідкісний               | Хордові           |
| 81    | Лярра анафемська                                    | Larra anathema             | Неоцінений              | Членистоногі      |
| 82    | Мантіспа штирійська                                 | Mantispa styriaca          | Рідкісний               | Членистоногі      |
| 83    | Марена дніпровська                                  | Barbus borysthenicus       | Зникаючий               | Хордові           |
| 84    | Мартин каспійський (реготун чорноголовий)           | Larus ichthyaetus          | Зникаючий               | Хордові           |
| 85    | Махаон                                              | Papilio machaon            | Вразливий               | Членистоногі      |
| 86    | Мелітурга булавовуса                                | Melitturga clavicornis     | Вразливий               | Членистоногі      |
| 87    | Меризія азовська                                    | Moerisia maeotica          | Зникаючий               | Кишковопорожнинні |
| 88    | Минь річковий                                       | Lota lota                  | Вразливий               | Хордові           |
| 89    | Мідянка звичайна                                    | Coronella austriaca        | Вразливий               | Хордові           |
| 90    | Мізида аномальна                                    | Hemimysis anomala          | Зникаючий               | Членистоногі      |
| 91    | Мізида Варпаховського                               | Katamysis warpachowskyi    | Зникаючий               | Членистоногі      |
| 92    | Мнемозина                                           | Parnassius mnemosyne       | Вразливий               | Членистоногі      |
| 93    | Морська голка товсторила                            | Syngnathus variegatus      | Вразливий               | Хордові           |
| 94    | Морська голка тонкорила                             | Syngnathus tenuirostris    | Вразливий               | Хордові           |
| 95    | Морська свиня (азовка)                              | Phocoena phocoena          | Вразливий               | Хордові           |
| 96    | Морський коник довгорилий                           | Hippocampus guttulatus     | Вразливий               | Хордові           |
| 97    | Морський кріт                                       | Upogebia pusilla           | Рідкісний               | Членистоногі      |
| 98    | Мухоловка звичайна                                  | Scutigera coleoptrata      | Рідкісний               | Членистоногі      |
| 99    | Нерозень                                            | Anas strepera              | Рідкісний               | Хордові           |
| 100   | Нетопир звичайний                                   | Pipistrellus pipistrellus  | Вразливий               | Хордові           |
| 101   | Нетопир Натузіуса                                   | Pipistrellus nathusii      | Неоцінений              | Хордові           |
| 102   | Нетопир середземноморський                          | Pipistrellus kuhlii        | Вразливий               | Хордові           |
| 103   | Ніфарг середній                                     | Niphargoides intermedius   | Вразливий               | Членистоногі      |
| 104   | Нічниця водяна                                      | Myotis daubentonii         | Вразливий               | Хордові           |
| 105   | Нічниця вусата                                      | Myotis mystacinus          | Вразливий               | Хордові           |
| 106   | Нічниця ставкова                                    | Myotis dasycneme           | Зникаючий               | Хордові           |
| 107   | Норка європейська                                   | Mustela lutreola           | Зникаючий               | Хордові           |
| 108   | Огар                                                | Tadorna ferruginea         | Вразливий               | Хордові           |
| 109   | Оліндіас несподіваний                               | Olindias inexpectata       | Вразливий               | Кишковопорожнинні |
| 110   | Орел-карлик                                         | Hieraaetus pennatus        | Рідкісний               | Хордові           |
| 111   | Осетер російський                                   | Acipenser gueldenstaedtii  | Вразливий               | Хордові           |
| 112   | Осетер шип                                          | Acipenser nudiventris      | Зниклий                 | Хордові           |
| 113   | Пелікан рожевий                                     | Pelecanus onocrotalus      | Зникаючий               | Хордові           |
| 114   | Перкарина чорноморська                              | Percarina demidoffii       | Рідкісний               | Хордові           |
| 115   | Підорлик малий                                      | Aquila pomarina            | Рідкісний               | Хордові           |
| 116   | Піскара сіра                                        | Callionymus risso          | Рідкісний               | Хордові           |
| 117   | Пісочник морський (зуйок морський)                  | Charadrius alexandrinus    | Вразливий               | Хордові           |
| 118   | Подалірій                                           | Iphiclides podalirius      | Вразливий               | Членистоногі      |
| 119   | Поліксена                                           | Zerynthia polyxena         | Вразливий               | Членистоногі      |
| 120   | Полоз жовточеревий, полоз каспійський               | Hierophis caspius          | Вразливий               | Хордові           |
| 121   | Полоз лісовий, полоз ескулапів                      | Zamenis longissimus        | Зникаючий               | Хордові           |
| 122   | Полоз сарматський, полоз Палласів                   | Elaphe sauromates          | Вразливий               | Хордові           |
| 123   | Пухівка (гага звичайна)                             | Somateria mollissima       | Вразливий               | Хордові           |
| 124   | П'явка аптечна                                      | Hirudo verbana             | Вразливий               | Кільчасті черви   |
| 125   | Сатир залізний                                      | Hipparchia statilinus      | Рідкісний               | Членистоногі      |
| 126   | Сатурнія велика                                     | Saturnia pyri              | Вразливий               | Членистоногі      |
| 127   | Сатурнія мала                                       | Eudia pavonia              | Рідкісний               | Членистоногі      |
| 128   | Сатурнія руда                                       | Aglia tau                  | Вразливий               | Членистоногі      |
| 129   | Сатурнія середня                                    | Eudia spini                | Зникаючий               | Членистоногі      |
| 130   | Севрюга звичайна                                    | Acipenser stellatus        | Вразливий               | Хордові           |
| 131   | Сиворакша                                           | Coracias garrulus          | Зникаючий               | Хордові           |
| 132   | Синявець Бавій                                      | Pseudophilotes bavius      | Вразливий               | Членистоногі      |
| 133   | Синявець Пилаон                                     | Plebeius pylaon            | Вразливий               | Членистоногі      |
| 134   | Сколія-гігант                                       | Megascolia maculata        | Неоцінений              | Членистоногі      |
| 135   | Скопа                                               | Pandion haliaetus          | Зникаючий               | Хордові           |
| 136   | Сліпак піщаний                                      | Spalax arenarius           | Неоцінений              | Хордові           |
| 137   | Сліпак подільський                                  | Spalax zemni               | Недостатньо відомий     | Хордові           |
| 138   | Сліпачок звичайний                                  | Ellobius talpinus          | Зникаючий               | Хордові           |
| 139   | Совка сокиркова                                     | Periphanes delphinii       | Вразливий               | Членистоногі      |
| 140   | Сорокопуд червоноголовий                            | Lanius senator             | Рідкісний               | Хордові           |
| 141   | Стафілін волохатий                                  | Emus hirtus                | Рідкісний               | Членистоногі      |
| 142   | Стафілін Плігінського                               | Tasgius pliginskii         | Вразливий               | Членистоногі      |
| 143   | Стерлядь прісноводна                                | Acipenser ruthenus         | Зникаючий               | Хордові           |
| 144   | Стиз двокрапковий                                   | Stizus bipunctatus         | Рідкісний               | Членистоногі      |
| 145   | Стрічкарка блакитна                                 | Catocala fraxini           | Вразливий               | Членистоногі      |
| 146   | Стрічкарка орденська малинова                       | Catocala sponsa            | Рідкісний               | Членистоногі      |
| 147   | Судак морський, судак буговець                      | Sander marinus             | Зникаючий               | Хордові           |
| 148   | Сфекс рудуватий                                     | Sphex funerarius           | Неоцінений              | Членистоногі      |
| 149   | Тапінома кінбурнська                                | Tapinoma kinburni          | Рідкісний               | Членистоногі      |
| 150   | Томарес каллімах                                    | Tomares callimachus        | Вразливий               | Членистоногі      |
| 151   | Трав'яний краб                                      | Carcinus aestuarii         | Рідкісний               | Членистоногі      |
| 152   | Тригла жовта, морський півень жовтий                | Chelidonichthys lucerna    | Рідкісний               | Хордові           |
| 153   | Тритон дунайський                                   | Triturus dobrogicus        | Вразливий               | Хордові           |
| 154   | Турикаспія лінкта                                   | Turricaspia lincta         | Рідкісний               | Молюски           |
| 155   | Турун бесарабський                                  | Carabus bessarabicus       | Вразливий               | Членистоногі      |
| 156   | Тушканчик великий                                   | Allactaga jaculus          | Рідкісний               | Хордові           |
| 157   | Тхір лісовий                                        | Mustela putorius           | Неоцінений              | Хордові           |
| 158   | Тхір степовий                                       | Mustela eversmanni         | Зникаючий               | Хордові           |
| 159   | Умбріна світла, горбань світлий                     | Umbrina cirrosa            | Рідкісний               | Хордові           |
| 160   | Ховрах одеський                                     | Spermophilus odessanus     | Неоцінений              | Хордові           |
| 161   | Хом'ячок сірий                                      | Cricetulus migratorius     | Недостатньо відомий     | Хордові           |
| 162   | Хромадоріна двоока                                  | Chromadorina bioculata     | Зникаючий               | Круглі черви      |
| 163   | Церцеріс горбкувата                                 | Cerceris tuberculata       | Рідкісний               | Членистоногі      |
| 164   | Чапля жовта                                         | Ardeola ralloides          | Рідкісний               | Хордові           |
| 165   | Чоботар (шилодзьобка)                               | Recurvirostra avosetta     | Рідкісний               | Хордові           |
| 166   | Шемая чорноморська                                  | Alburnus sarmaticus        | Вразливий               | Хордові           |
| 167   | Шпак рожевий                                        | Sturnus roseus             | Рідкісний               | Хордові           |
| 168   | Шуліка чорний                                       | Milvus migrans             | Вразливий               | Хордові           |
| 169   | Ялець звичайний                                     | Leuciscus leuciscus        | Вразливий               | Хордові           |
| 170   | Ящірка зелена                                       | Lacerta viridis            | Вразливий               | Хордові           |